# Hyphaene
Hyphaene es un género con ocho especies de plantas con flores perteneciente a la familia  de las palmeras (Arecaceae).  
Son originarios del Sur de África y de Sri Lanka.
Son unas inusuales palmeras ya que  tienen normalmente, troncos ramificados; la mayoría de las demás palmeras tienen  solo tronco sin ramificar.

## Taxonomía
El género fue descrito por Joseph Gaertner y publicado en De Fructibus et Seminibus Plantarum. . . . 1: 28. 1788.
Etimología
Hyphaene: nombre genérico que proviene de Hyphaino = "entrelazar", en referencia a las fibras en la pared del fruto.

## Especies
- Hyphaene compressa
- Hyphaene coriacea
- Hyphaene dichotoma
- Hyphaene guineensis
- Hyphaene macrosperma
- Hyphaene petersiana
- Hyphaene reptans
- Hyphaene thebaica